# 삼성 갤럭시 A40
삼성 갤럭시 A40(Samsung Galaxy A40)은 삼성전자에서 출시한 안드로이드 스마트폰이다. 2019년 3월 19일 안드로이드 파이 기반 One UI 1.1 소프트웨어로 출시되었다. 한 달 뒤인 2019년 4월 10일 유럽에서 출시되었다.
삼성 갤럭시 A40은 삼성 갤럭시 A30보다 더 콤팩트한 모델로, 갤럭시 A30이 없는 시장에서만 판매된다.

## 사양

### 하드웨어
삼성 갤럭시 A40은 5.9인치 슈퍼 아몰레드 '인피니티-U' 디스플레이를 탑재해 화면 대 차체 비율이 85.5%다. 크기는 가로 144.4mm, 세로 69.2mm, 세로 7.9mm이며 엑시노스 7904 칩셋, 3100mAh 배터리, 마이크로를 탑재했다. VoLTE를 지원하는 SIM과 듀얼 나노 SIM 슬롯이 있다. 이 장치는 64GB의 스토리지와 4GB의 RAM만 사용할 수 있으며 마이크로SD 카드 슬롯을 통해 최대 512GB의 외부 스토리지로 확장할 수 있다.

#### 카메라
A40은 16메가픽셀, f/1.7 조리개 센서를 메인 카메라로, f/2.2 조리개를 두 번째 카메라로 한 '초광폭' 5메가픽셀 카메라 렌즈를 탑재했다. 전면 카메라는 25메가픽셀이다.
A40은 비디오 녹화뿐만 아니라 후면에 장착된 LED 플래시도 갖추고 있다. 최대 비디오 녹화 해상도는 2336x1080픽셀(전체 모드)이다. 내부 마이크를 사용한 오디오 녹음은 스테레오이다. 외장형 USB 마이크를 사용한 오디오 녹음은 지원되지만 모노로 혼합된다.

### 소프트웨어
이 장치는 안드로이드 파이 운영 체제에서 실행되며 삼성의 One UI 스킨을 사용한다.
삼성은 2020년 4월 갤럭시 A40용 안드로이드 10을 탑재한 One UI 2.0을 출시했다.
삼성은 안드로이드 11을 기반으로 한 One UI 3.1을 2021년 3월 말에 출시했다.

## 모델
삼성 갤럭시 A40의 모든 변형은 듀얼 SIM이다.
- SM-A405FD - 알 수 없음
- SM-A405FM - 러시아
- SM-A405FN - 유럽, 우크라이나, 코카서스, 카자흐스탄, 우즈베키스탄
- SM-A405S - 한국 (SK텔레콤 단독 출시)

SM-A405FN은 베트남에서 제조된다.

## 같이 보기
- 삼성 갤럭시
- 삼성 갤럭시 A 시리즈